# Куваев, Андрей Валерьевич
Андре́й Вале́рьевич Кува́ев (род. 6 июня 1983, Дзержинск) — российский парафутболист, полузащитник паралимпийской сборной России. Чемпион Паралимпийских игр 2012 по футболу 7×7, двукратный чемпион мира, заслуженный мастер спорта России.
Участник Эстафеты Паралимпийского огня «Сочи 2014» в Нижнем Новгороде.
С 2021 года — генеральный директор футбольного клуба «Химик» Дзержинск.

## Награды
- Медаль ордена «За заслуги перед Отечеством» II степени (19 ноября 2007)[3]
- Медаль ордена «За заслуги перед Отечеством» I степени (30 сентября 2009)[4]
- Орден Дружбы (10 сентября 2012 года) — за большой вклад в развитие физической культуры и спорта, высокие спортивные достижения на XIV Паралимпийских летних играх 2012 года в городе Лондоне (Великобритания)[5].
- Заслуженный мастер спорта России.